# Tarara Hrvati
Tarara je maorski naziv za Hrvate koji su početkom 19. stoljeća naselili sjeverne obale Novog Zelanda kako bi kopali kauri gumu. Tada su ih urođenici Maori, s kojima su skupa radili, prozvali Tarara, zbog brzog pričanja i česte upotrebe glasa r.
Hrvati su se počeli ženiti Maorkama i tako na Novom Zelandu danas imamo skupinu naroda koji sebe naziva Tarara i koja je mješavina Maora i Hrvata.
Svake godine 15. ožujka se održava Tarara Dan, kada se slavi zajedništvo Hrvata i Maora na Novom Zelandu.
Senka Božić-Vrbančić je na tu temu napisala knjigu Tarara.

## Vanjske poveznice
- Nova knjiga o Maorima i Hrvatima  Arhivirana inačica izvorne stranice od 16. lipnja 2011. (Wayback Machine)